# Dean Adams
Dean Adams (* 17. März 1990) ist ein irischer Leichtathlet, der sich auf den Sprint spezialisiert hat.

## Sportliche Laufbahn
Erste Erfahrungen bei internationalen Meisterschaften sammelte Dean Adams im Jahr 2009, als er bei den Junioreneuropameisterschaften in Novi Sad mit der irischen 4-mal-100-Meter-Staffel mit 41,39 s im Vorlauf ausschied. 2021 startete er im 60-Meter-Lauf bei den Halleneuropameisterschaften in Toruń und schied dort mit 6,89 s in der ersten Runde aus.
2020 wurde Adams irischer Hallenmeister im 60-Meter-Lauf.

## Persönliche Bestzeiten
- 100 Meter: 10,73 s (+1,3 m/s), 23. Juli 2017 in Tullamore
  - 60 Meter (Halle): 6,73 s, 15. Februar 2020 in Athlone
- 200 Meter: 22,43 s (−0,4 m/s), 5. Mai 2010 in Belfast